# Schultenbräu (lied)
Schultenbräu is een lied van de Nederlandse artiesten Donnie en Chantal Janzen. Het werd in 2023 als single uitgebracht en stond in hetzelfde jaar als vijftiende track op het album De kibbelingsound van Donnie.

## Achtergrond
Schultenbräu is geschreven door Léon Paul Palmen, Dennis Foekens en Donald Scloszkie en geproduceerd door Palm Trees. Het is een nummer dat past in de genres volkspop en schlager en het door Donnie bedachte genre kibbelingsound. In het deels in het Nederlands en deels in het Duits gezongen nummer, gaat de tekst over een geliefde die de liedverteller heeft ontmoet op wintersport in Tirol en over hun liefde voor het biermerk Schultenbräu.
Het lied is tot stand gekomen nadat radio-dj Domien Verschuuren van Qmusic aan Donnie had gevraagd een nummer te maken waarin het thema "bier" was. Het lied moest zo 'fout' mogelijk zijn, want het zou de Foute Anthem van 2023 worden, de eerste Foute Anthem die speciaal geschreven werd voor de Foute Maand van Qmusic.
In de bijbehorende videoclip zijn beelden te zien van Donnie en Janzen in verschillende wintersportscènes en zijn er gastoptredens van Qmusic radio-djs Mattie Valk en Marieke Elsinga.
Het nummer werd bij Qmusic naast Foute Anthem ook uitgeroepen tot Alarmschijf. De single heeft in Nederland de gouden status.

## Hitnoteringen
De artiesten hadden succes met het lied in de hitlijsten van Nederland. Zowel in de Single Top 100 als de Nederlandse Top 40 piekte het op de zevende plaats. Het stond in totaal zeventien weken in de Single Top 100 en acht weken in de Top 40.